# Manchester United Football Club 1968-1969
Questa voce raccoglie le informazioni riguardanti il Manchester United Football Club nelle competizioni ufficiali della stagione 1968-1969

## Stagione
Al termine della stagione Matt Busby diede seguito alla decisione già annunciata in gennaio di abbandonare la panchina dei Red Devils; promosso al ruolo di direttore generale della società, Busby scelse come suo successore il suo collaboratore nonché commissario tecnico della nazionale Under 23 Wilf McGuinness.

## Maglie
Le divise introdotte nel 1963 rimasero invariate
| Casa | Trasferta | Terza divisa |  |

## Rosa
| N. |                        | Ruolo | Calciatore       |
| -- | ---------------------- | ----- | ---------------- |
|    | Inghilterra (bandiera) | P     | Alex Stepney     |
|    | Inghilterra (bandiera) | P     | Jimmy Rimmer     |
|    | Irlanda (bandiera)     | D     | Shay Brennan     |
|    | Scozia (bandiera)      | D     | Francis Burns    |
|    | Irlanda (bandiera)     | D     | Tony Dunne       |
|    | Scozia (bandiera)      | C     | Pat Crerand      |
|    | Inghilterra (bandiera) | C     | Bill Foulkes     |
|    | Scozia (bandiera)      | C     | John Fitzpatrick |
|    | Inghilterra (bandiera) | C     | Steve James      |
|    | Inghilterra (bandiera) | C     | Nobby Stiles     |

| N. |                             | Ruolo | Calciatore     |
| -- | --------------------------- | ----- | -------------- |
|    | Inghilterra (bandiera)      | A     | John Aston     |
|    | Irlanda del Nord (bandiera) | A     | George Best    |
|    | Inghilterra (bandiera)      | A     | Bobby Charlton |
|    | Inghilterra (bandiera)      | A     | Alan Gowling   |
|    | Inghilterra (bandiera)      | A     | Brian Kidd     |
|    | Scozia (bandiera)           | A     | Denis Law      |
|    | Scozia (bandiera)           | A     | Willie Morgan  |
|    | Scozia (bandiera)           | C     | Jimmy Ryan     |
|    | Inghilterra (bandiera)      | C     | David Sadler   |
|    | Italia (bandiera)           | C     | Carlo Sartori  |

## Risultati

### FA Cup
| Exeter 4 gennaio 1969 Terzo turno                                                      | Exeter City | 1 – 3 referto                              | Manchester Utd | St James Park (18 500 spett.) |
| \| \| \| \| \| Banks 15’ \| Marcatori \| 44’ Fitzpatrick 60’ (aut.) Newman 61’ Kidd \| |             |                                            |                |                               |
|                                                                                        |             |                                            |                |                               |
| Banks 15’                                                                              | Marcatori   | 44’ Fitzpatrick 60’ (aut.) Newman 61’ Kidd |                |                               |

| Manchester 25 gennaio 1969 Quarto turno               | Manchester Utd | 1 – 1 referto | Watford | Old Trafford (64 398 spett.) |
| \| \| \| \| \| Law 60’ \| Marcatori \| 3’ Scullion \| |                |               |         |                              |
|                                                       |                |               |         |                              |
| Law 60’                                               | Marcatori      | 3’ Scullion   |         |                              |

| Watford 3 febbraio 1969 Quarto turno - Replay  | Watford   | 0 – 2 referto | Manchester Utd | Vicarage Road (34 000 spett.) |
| \| \| \| \| \| \| Marcatori \| 31’, 87’ Law \| |           |               |                |                               |
|                                                |           |               |                |                               |
|                                                | Marcatori | 31’, 87’ Law  |                |                               |

| Birmingham 11 febbraio 1969 Quinto turno                                         | Birmingham City | 2 – 2 referto    | Manchester Utd | St Andrew's (52 500 spett.) |
| \| \| \| \| \| Beard 66’ Robinson 86’ (rig.) \| Marcatori \| 61’ Law 80’ Best \| |                 |                  |                |                             |
|                                                                                  |                 |                  |                |                             |
| Beard 66’ Robinson 86’ (rig.)                                                    | Marcatori       | 61’ Law 80’ Best |                |                             |

| Manchester 24 febbraio 1969 Quinto turno - Replay                                                                      | Manchester Utd | 6 – 2 referto               | Birmingham City | Old Trafford (69 132 spett.) |
| \| \| \| \| \| Law 16’ (rig.), 26’, 74’ Crerand 22’ Kidd 75’ Morgan 85’ \| Marcatori \| 4’ Greenhoff 80’ Summerhill \| |                |                             |                 |                              |
| |                |                             |                 |                              |
| Law 16’ (rig.), 26’, 74’ Crerand 22’ Kidd 75’ Morgan 85’                                                               | Marcatori      | 4’ Greenhoff 80’ Summerhill |                 |                              |

| Manchester 1º marzo 1969 Sesto turno        | Manchester Utd | 0 – 1 referto | Everton | Old Trafford (69 464 spett.) |
| \| \| \| \| \| \| Marcatori \| 77’ Royle \| |                |               |         |                              |
|                                             |                |               |         |                              |
|                                             | Marcatori      | 77’ Royle     |         |                              |

### Coppa dei Campioni
| Arbitro: | Mullan |

|              |           |                  |
| Matthews 64’ | Marcatori | 8’, 40’, 54’ Law |

| Arbitro: | Campos |

|                                                          |           |           |
| Stiles 44’ Burns 68’ Law 44’, 47’, 61’, 72’ Charlton 54’ | Marcatori | 73’ Casey |

| Arbitro: | da Silva Oliveira |

|                       |           |  |
| Kidd 52’ Law 70’, 78’ | Marcatori |  |

| Arbitro: | Ortiz de Mendíbil |

|                               |           |            |
| Mulder 20’ Bergholtz 58’, 70’ | Marcatori | 8’ Sartori |

| Arbitro: | Botić |

|                          |           |  |
| Best 43’, 68’ Morgan 65’ | Marcatori |  |

| Vienna 5 marzo 1969 Quarti di finale - Ritorno | Rapid Vienna | 0 – 0 referto | Manchester Utd | Prater Stadion (50 234 spett.)\| Arbitro: \| van Ravens \| |
| Arbitro:                                       | van Ravens   |               |                |                                                            |

| Arbitro: | Krnávek |

|                        |           |  |
| Sormani 33’ Hamrin 49’ | Marcatori |  |

| Arbitro: | Machin |

|              |           |  |
| Charlton 70’ | Marcatori |  |

### Coppa Intercontinentale
| Arbitro: | Sosa Miranda |

|                |           |  |
| Conigliaro 27’ | Marcatori |  |

| Arbitro: | Zečević |

|            |           |          |
| Morgan 89’ | Marcatori | 7’ Verón |